# Leucoloma syrrhopodontoides
Leucoloma syrrhopodontoides är en bladmossart som beskrevs av Brotherus 1897. Leucoloma syrrhopodontoides ingår i släktet Leucoloma och familjen Dicranaceae. Inga underarter finns listade i Catalogue of Life.